# Bologna Doves
Bologna Doves (español: Palomas de Bolonia) es un equipo de fútbol americano de Bolonia, Emilia-Romaña (Italia).

## Historia
El equipo fue fundado con el nombre oficial de Polisportiva Stiassi Doves Srl en 1982 por un grupo de personas lideradas por la familia Stiassi. Se eligió el apodo de Palomas (Doves en inglés) debido a que la paloma es el símbolo tradicional de la familia Stiassi.
Su primer gran éxito fue la victoria en el Superbowl italiano de 1985. Al año siguiente disputaron el Eurobowl, aunque perdieron ante Vantaan Taft por 16-2.
En 1989 se fusionaron con el otro equipo de Bolonia, los Bologna Warriors, pero en 2003 los Warriors se volvierona a separar y comenzaron a competir de manera independiente nuevamente.